# رودلف بيرثولد
رودلف بيرثولد (بالألمانية: Rudolf Berthold)‏ (1 أبريل 1903 - 1 ديسمبر 1976) هو لاعب كرة قدم ألماني في مركز الوسط. شارك مع منتخب ألمانيا لكرة القدم. أما مع النوادي، فقد لعب مع نادي درسدن ‏.

## وصلات خارجية
- رودلف بيرثولد على موقع قاعدة بيانات كرة القدم.إي يو (الإنجليزية)
- رودلف بيرثولد على موقع ناشيونال فوتبول تيمز (الإنجليزية)
- رودلف بيرثولد على موقع عالم كرة القدم.نت (الإنجليزية)